# Picris sulphurea
Picris sulphurea là một loài thực vật có hoa trong họ Cúc. Loài này được Delile miêu tả khoa học đầu tiên năm 1813.